# 天王寺尾根
天王寺尾根（てんのうじおね）とは、丹沢山地中央部の丹沢山(1,567m) 付近から東側に伸びる約4km、高低差約1,100mの尾根である。日本百名山の一峰である丹沢山への最短登山ルート（3時間30分）として人気がある。
|                                   |
| 天王寺尾根の登山道 （2009年10月） |

## 登山道
天王寺尾根の登山口は県道70号線の塩水橋（しおみずばし）である。塩水橋までのバス便はなく、マイカーまたはタクシー利用となる。塩水橋から本谷林道（ほんたにりんどう）のゲートをくぐり、400m程進むと林道の分岐(写真 上) がある。ここから左へ行くと本谷林道、右が塩水林道である。どちらに行っても尾根に取り付く事ができる。ここでは両コースについて説明する。

### 本谷林道コース
こちらは尾根を長く歩くコースである。林道の分岐から本谷林道を25分ほど歩くと本谷橋の前に着く。橋の前から尾根への登山道が始まる。2時間20分ほど登ると、塩水林道コースと合流する。
この分岐から少し歩くと尾根唯一の危険箇所であるガレ・鎖場(写真 中) がある。ガレ場周辺は土壌流出が年々進んでおり、整備された階段の杭が剥き出しになっている場所があるので、通行には注意を要する。
ガレ場を過ぎると、植生保護の木道が敷かれたブナ林帯の登山道(写真 下)となる。夏にはブナ林一帯の林床がバイケイソウで覆われる。三峰尾根と合流し、5分位歩くと広い山頂の丹沢山に着く。
コースタイム
- 塩水橋 -(5分)- 林道分岐 -(25分)- 本谷橋 -(2時間20分)- ガレ場 -(40分)- 丹沢山 約3時間30分

### 塩水林道コース
こちらは林道を長く歩くコースである。林道の分岐から塩水林道を60分ほど歩くと、林道終点への近道入口がある。この近道を利用すると、林道で林道終点まで行くより10分ほど時間短縮ができるが、急な登りで体力を要するため、あえて林道を歩く登山者もいる。林道終点からは緩やかな杉林の登山道となる。15分ほど進み、杉林から広葉樹林に入れ替わる所が堂平（どうだいら）分岐である。堂平分岐から少し進み、涸れ沢の堰を渡って、50分ほど登ると天王寺尾根に出る。ここから山頂までは上のコースと同じである。
コースタイム
- 塩水橋 -(5分)- 林道分岐 -(60分)- 近道入口 -(35分)- 林道終点 -(1時間10分)- ガレ場 -(40分)- 丹沢山 約3時間30分

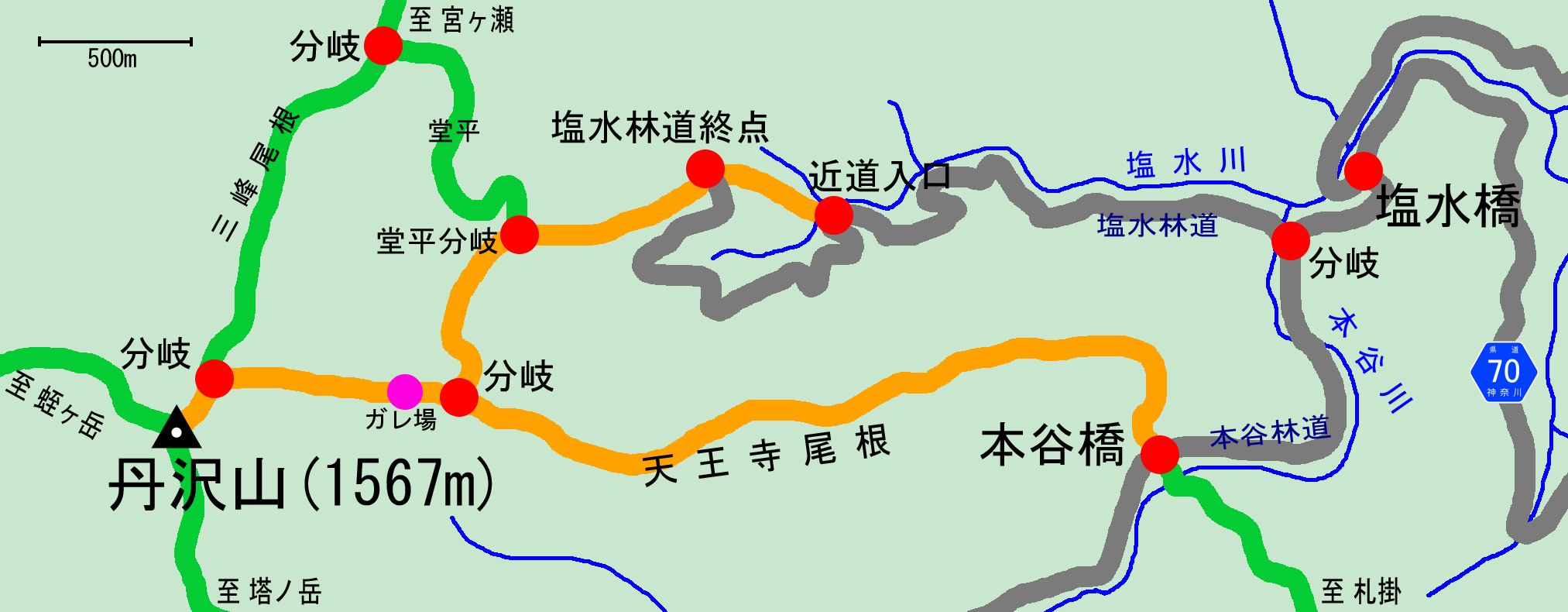
天王寺尾根周辺の地図。オレンジが天王寺尾根登山道で、緑は他の登山道。